# بتمن آغاز می‌کند
بتمن آغاز می‌کند (به انگلیسی: Batman Begins) فیلمی ابرقهرمانی محصول سال ۲۰۰۵ به کارگردانی کریستوفر نولان و نویسندگی نولان و دیوید اس. گویر است. این فیلم بر پایهٔ شخصیت بتمن دی‌سی کامیکس است و کریستین بیل در نقش بروس وین / بتمن، به همراه مایکل کین، لیام نیسون، کیتی هلمز، گری اولدمن، کیلین مورفی، تام ویلکینسون، روتخر هاور، کن واتانابه و مورگان فریمن در آن به ایفای نقش پرداختند. این فیلم، که بازراه‌اندازی مجموعه فیلم‌های بتمن به حساب می‌آید، داستان زندگی بروس وین را از مرگ پدر و مادرش تا داستان تبدیل شدنش به بتمن و مبارزه‌اش با رأس‌الغول و  مترسک که قصد وارد کردن گاتهام سیتی به هرج و مرج را دارند، روایت می‌کند.
پس از شکست مالی و انتقادی فیلم بتمن و رابین در سال ۱۹۹۷، برادران وارنر پیکچرز فیلم‌های آینده بتمن را لغو کردند، از جمله فیلم برنامه‌ریزی شده بتمن: از زنجیر رها شده جوئل شوماخر. بین سال‌های ۱۹۹۸ و ۲۰۰۳ فیلمسازان متعددی برای بازراه‌اندازی این مجموعه وارد همکاری با برادران وارنر شدند. پس از کنار گذاشتن داستان پیشنهادی جاس ویدون، برادران وارنر، نولان و دیوید اس. گویر را استخدام و آنها در سال ۲۰۰۳ کار بر روی این پروژه را آغاز کردند و از همان اول سعی کردند لحنی تاریک‌تر به فیلم بدهند و انسانیت و واقع‌گرایی از پایه‌های فیلم باشد. هدف این بود که تماشاگر هم به بروس وین و هم به بتمن اهمیت بدهد. در این فیلم که به‌طور عمده در بریتانیا، ایسلند و شیکاگو فیلم‌برداری شده، از تصویر تولیدشده توسط کامپیوتر خیلی کم استفاده شد و بیشتر متکی بر بدل‌کاریهای سنتی و جلوه‌های مینیاتوری بود. تعدادی از داستان‌های کامیک بوکی، مانند مردی که سقوط می‌کند، بتمن: سال اول و بتمن: هالووین طولانی، الهام‌بخش خطوط داستانی فیلم بودند.
بتمن آغاز می‌کند هم در گیشه و هم در نظر منتقدان موفق بود. این فیلم در ۱۵ ژوئن ۲۰۰۵ در ایالات متحده اکران شد. در هفته اول اکران، ۴۸ میلیون دلار در آمریکا و کانادا فروش داشت. در نهایت هم با فروش جهانی بیش از ۳۷۰ میلیون دلار به کار خود پایان داد و به نهمین فیلم پرفروش سال ۲۰۰۵ تبدیل شد. این فیلم توسط منتقدان تحسین شد و آن را نوعی بهبود نسبت به فیلم‌های برتون/شوماخر ارزیابی کردند. این فیلم نامزد دریافت جایزهٔ اسکار بهترین فیلم‌برداری و سه جایزهٔ بفتا گردید. این فیلم حرفهٔ بیل را به جایگاه بازیگر نقش اول ارتقا داد و نولان را به کارگردان مطرحی تبدیل کرد.
از بتمن آغاز می‌کند به‌عنوان یکی از تاثیرگذارترین فیلم‌های دهه ۲۰۰۰ یاد شده است. این فیلم به خاطر احیای شخصیت بتمن در فرهنگ عامه، و تغییر لحن آن به سمتی تاریک و جدی‌تر، مورد تحسین قرار گرفت. این فیلم در محبوب شدن اصطلاح ریبوت در هالیوود نقش داشت و استودیوها و فیلم‌سازان را به احیای مجموعه‌های سینمایی با لحن واقع‌گرایانه و جدی ترغیب کرد. فیلم‌های شوالیهٔ تاریکی (۲۰۰۸) و شوالیهٔ تاریکی برمی‌خیزد (۲۰۱۲) در دنبالهٔ این فیلم ساخته شد که بعدها سه‌گانهٔ شوالیهٔ تاریکی نام گرفت.

## داستان
بروس وین در کودکی داخل چاهی می‌افتد و مورد هجوم خفاش‌ها قرار می‌گیرد و به همین دلیل وحشتی از خفاش‌ها در وجودش نهادینه می‌گردد. کمی بعد، شبی که با پدر و مادرش در حال بازگشت از سالن اپرا هستند، پدر و مادرش توسط دزدی به نام جو چیل کشته می‌شوند و آلفرد پنی‌ورث خدمتکار خانوادگی آن‌ها، بروس را بزرگ می‌کند.

چهارده سال بعد، چیل در ازای شهادت علیه کارمین فالکونی آزادی مشروط می‌گیرد. بروس به دادگاه می‌رود تا او را بکشد، اما یکی از قاتلین فالکونی این کار را زودتر انجام می‌دهد. ریچل داوس دوست کودکی بروس که در حال حاضر وکیل شده است، پس از مطلع شدن از این ماجرا، بروس را سرزنش می‌کند و به او می‌گوید که پدرش اگر زنده بود، از این کار او سرافکنده می‌شد. بعد بروس به یک کلوب شبانه می‌رود و با فالکونی روبه‌رو می‌شود. فالکونی به او می‌گوید که قدرت واقعی از ترساندن به دست می‌آید. بروس تصمیم می‌گیرد تا به دور دنیا سفر کند و در مورد مجرمان بیشتر بفهمد. سپس خودش هم به خلافکاران می‌پیوندد و توسط پلیس دستگیر می‌شود. در زندان هنری دوکارد به بروس پیشنهاد می‌دهد که او عضو انجمن سایه‌ها به رهبری رأس‌الغول شود و روش و فنون مبارزه با جنایتکاران را بیاموزد. پس از اتمام دوره طولانی آموزش او، بروس می‌فهمد که انجمن سایه‌ها قصد نابودی گاتهام سیتی را دارند، چرا که آن قدر فاسد شده که چاره‌ای جز آن وجود ندارد. بروس از پیوستن به آن‌ها سر باز می‌زند و معبد انجمن را آتش می‌زند. رأس در این آتش‌سوزی کشته می‌شود. بروس هنری دوکارد را نجات می‌دهد و در حالی که بیهوش است، او را به روستاییان اطراف می‌سپارد.
بروس به گاتهام بازمی‌گردد و به صورت عمومی خود را فردی دخترباز معرفی می‌کند. او به کمپانی پدرش، وین اینترپرایزز که هم‌اکنون توسط ویلیام ارل اداره می‌شود، علاقه نشان می‌دهد. بروس با دانشمند برتر شرکت، لوشیوس فاکس دیدار می‌کند و او نمونه‌های اولیه محصولاتی مانند زره و ماشین مخصوص، که هرگز به تولید انبوه نرسیدند را نشان بروس می‌دهد. بروس با استفاده از این‌ها راهی به غار زیر عمارت وین پیدا می‌کند، در آن‌جا کارگاهی درست می‌کند و با ترسش از خفاش‌ها روبه‌رو می‌شود و هویت بتمن را برای خودش خلق می‌کند. او با همکاری ریچل و جیمز گوردون علیه فالکونی مدرک به دست می‌آورد و وی محکوم می‌شود.
دکتر جاناتان کرین بعد از تزریق دارو به فالکونی و هم‌دستانش، آن‌ها را دیوانه اعلام می‌کند و می‌گوید که آمادگی روانی برای حضور در دادگاه را ندارند و آن‌ها را به تیمارستان آرکهام منتقل می‌نماید. کرین با استفاده از ماسک مترسک دارو را به فالکونی می‌دهد و با ترس از مترسک وی را دیوانه می‌کند. وقتی بتمن با کرین روبه‌رو می‌شود، کرین به او نیز این دارو را می‌دهد، اما آلفرد او را نجات می‌دهد و فاکس هم پادزهر آن را می‌سازد. ریچل به آرکام می‌رود و کرین به او می‌گوید او مدت‌هاست در حال ریختن این دارو در آب شهری است. او ریچل را نیز مسموم می‌کند، ولی بتمن او را نجات می‌دهد و با استفاده از پادزهر حال او را خوب می‌کند و به او دو نمونه پادزهر می‌دهد، یکی برای گوردون و دیگری برای تولید انبوه. در همین حین گوردون متوجه می‌شود که داروی ریخته شده در آب مصرفی شهر، هیچ ضرری ندارد مگر این که آب تبخیر شود.
در تولد ۳۰ سالگی‌اش، بروس با دوکارد روبه‌رو می‌شود و متوجه می‌شود که او خودش همان رأس‌الغول است. بروس برای محافظ از مهمانان، آنان را بیرون می‌کند. رأس نقشه‌اش برای نابودی گاتهام را برملا می‌کند. آن‌ها دستگاه ساطع‌کننده امواج مایکروویو که از اموال شرکت وین بوده و قابلیت تبخیر آب از راه دور را دارد، را دزدیده‌اند. آن‌ها عمارت وین را آتش می‌زنند و آلفرد بروس را نجات می‌دهد. بتمن ریچل را از دست عده‌ای خلافکار نجات می‌دهد و هویت واقعی‌اش را برای ریچل فاش می‌کند. بعد به سراغ رأس می‌رود که داخل مونوریلی است که دستگاه تبخیرکننده نیز در آن است. گوردون با استفاده از ماشین بتمن، پایه‌های خطوط مونوریل را خراب می‌کند و بتمن نیز از قطار خارج می‌شود و رأس داخل آن می‌مانند و کشته می‌شود.
بتمن تبدیل به یک قهرمان عمومی می‌شود، اما ریچل را از دست می‌دهد، زیرا ریچل نمی‌تواند با این هویت دوگانهٔ وی کنار بیاید. بروس بیشتر سهام شرکت وین را می‌خرد، ارل را اخراج کرده و فاکس را جانشین وی می‌کند. گوردون که پس از این ماجراها به مقام ستوانی ترفیع می‌یابد، به بتمن می‌گوید که خلافکاری در صحنه‌های جرمش، کارت جوکر جا می‌گذارد. بتمن قول پیگیری می‌دهد و ناپدید می‌شود.

## بازیگران و شخصیت‌ها
- کریستین بیل در نقش بروس وین / بتمن:

تاجر میلیاردری که در هشت سالگی شاهد به قتل رسیدن پدر و مادرش بود. او شروع به سفر در دنیا می‌کند تا مفهوم مبارزه با بی‌عدالتی آشنا شود و بعد از بازگشتش به گاتهام، به عنوان یک شورشگر، شب‌ها به مبارزه با خلافکاران می‌پردازد. ۱۱ سپتامبر ۲۰۰۳، بیل برای این نقش انتخاب شد. وی از زمانی که دارن آرونوفسکی تمایلش را برای ساخت فیلم بتمن اعلام کرد، علاقهٔ خود برای بازی در این نقش را اعلام کرده بود. ایان بیلی، هنری کویل، بیلی کروداپ، هیو دنسی، جیک جیلنهال، جاشوا جکسون، هیت لجر، دیوید بورناز و کیلین مورفی نامزدهای اولیهٔ بازی در این نقش بودند. در جلسه تست بازیگران، ایمی آدامز نقش مقابل بازیگران را بر عهده داشت. بیل معتقد بود که در فیلم‌های قبلی به شخصیت بتمن به اندازهٔ کافی توجه نشده و به جای آن بیشتر به شخصیت‌های منفی داستان پرداخته شده است. بیل برای هرچه بهتر ایفا کردن این نقش، شروع به خواندن رمان‌ها و کمیک‌های بتمن کرد. نولان دربارهٔ او گفت: «او دقیقاً همان مقدار تاریکی و روشنایی را داراست که دنبالش بودیم.» گویر گفت در حالی که بسیاری از بازیگران تنها یکی از نقش‌های بتمن یا بروس وین را خوب ایفا کردند، بیل به خوبی از پس ایفای این دو نقش برآمد. بیل که برای فیلم ماشین‌کار وزن زیادی کم کرده بود، یک مربی شخصی استخدام کرد و ۴۵ کیلوگرم وزن اضافه کرد. بیل احساس کرد که کمی بیش از اندازه وزن اضافه کرده و پیش از شروع فیلمبرداری مقداری از وزنش را کم کرد.
- گاس لوییز در نقش کودکی بروس وین[۱۷]
- مایکل کین در نقش آلفرد پنی‌ورث:

خدمتکار مورد اعتماد خانواده وین که بعد از مرگشان، خدمتش به خانواده را با کمک کردن کردن به تنها پسرشان ادامه داد. نولان فکر می‌کرد که کین عنصر پدری این شخصیت را به خوبی ایفا می‌کند.
- لیام نیسون در نقش هنری دوکارد/رأس‌الغول:

مرد مرموزی که بروس وین را برای مبارزه کردن آموزش می‌دهد. او ابتدا خود را هنری دوکار معرفی می‌کند، شخصی که عضو انجمن سایه‌هاست که توسط رأس‌الغول رهبری می‌شود. اما بعداً مشخص می‌شود که خودش رأس‌الغول است. گری الدمن انتخاب اول برای بازی در این نقش بود، ولی در نهایت برای بازی در نقش جیمز گوردون انتخاب شد.
- کیتی هلمز در نقش ریچل داوز:

دوست کودکی بروس و معشوقهٔ او که دستیار دادستان گاتهام است و با فساد در شهر مبارزه می‌کند. اما لاکهارت در نقش کودکی ریچل بازی می‌کند.
- گری الدمن در نقش جیمز گوردون:

از معدود پلیس‌های سالم گاتهام سیتی. شبی که والدین بروس به قتل رسیدند، او افسر وظیفه رسیدگی به پرونده بود. نولان ابتدا الدمن را برای نقش رأس‌الغول می‌خواست، اما زمانی که کریس کوپر نقش جیمز گوردون را رد کرد تا در کنار خانواده‌اش باشد، نولان فکر کرد که این نقش می‌تواند برای الدمن تازگی داشته باشد، زیرا در آن زمان به بازی در نقش‌های منفی مشهور بود.
- کیلین مورفی در نقش دکتر جاناتان کرین / مترسک:

روان داروشناسی که مسئول تیمارستان آرکهام است و گازی ساخته است که وقتی آدم‌ها آن را استنشاق می‌کنند، ترس وجودشان را فرا می‌گیرد.
- مورگان فریمن در نقش لوشس فاکس:

کارمند درجه بالای سابق شرکت وین که هم‌اکنون به کار کردن در بخش علوم کاربردی تنزل یافته است. فاکس به تهیه تجهیزات مورد نظر بروس کمک می‌کند. فریمن اولین و تنها انتخاب گویر بود.
- تام ویلکینسون در نقش کارماین فالکونی:

رئیس قدرتمندترین مافیای گاتهام. او بعد از این که جو چیل والدین بروس را می‌کشد، با او در زندان هم‌سلولی بوده. وقتی چیل تصمیم می‌گیرد تا علیهش شهادت بدهد، توسط او کشته می‌شود.
- روتخر هاور در نقش ویلیام ارل:

مدیر شرکت وین هنگام غیبت بروس.
- کن واتانابه در نقش بدل رأس‌الغول

مارک بون جونیور در نقش کارآگاه آرنولد فلاس ایفای نقش می‌کند؛ لری هولدن نیز در نقش دادستان گاتهام، کارل فینچ بازی می‌کند. کالین مک‌فارلن در نقش رئیس پلیس جیلیان بی. لوب، کریستین آدامز در نقش جسیکا، منشی شرکت وین، لاینس روچ و سارا استیوارت در نقش دکتر توماس وین و مارتا وین، از دیگر بازیگران این فیلم هستند. راده سربزیا در نقش مرد بی‌خانمانی که آخرین نفری است که بروس را پیش از عزیمتش از گاتهام می‌بیند و نخستین شهروند عادی است که بتمن را می‌بیند. جک گلیسون که پیش از این با بیل در سلطنت آتش (۲۰۰۲) هم‌بازی بوده و بعدها به خاطر بازی در نقش جافری براتیون در سریال بازی تاج و تخت مشهور شد، در این فیلم در نقش پسربچه‌ای بازی می‌کند که علاقه‌مند به بتمن است و مدتی بعد بتمن جانش را نجات می‌دهد.

## تولید

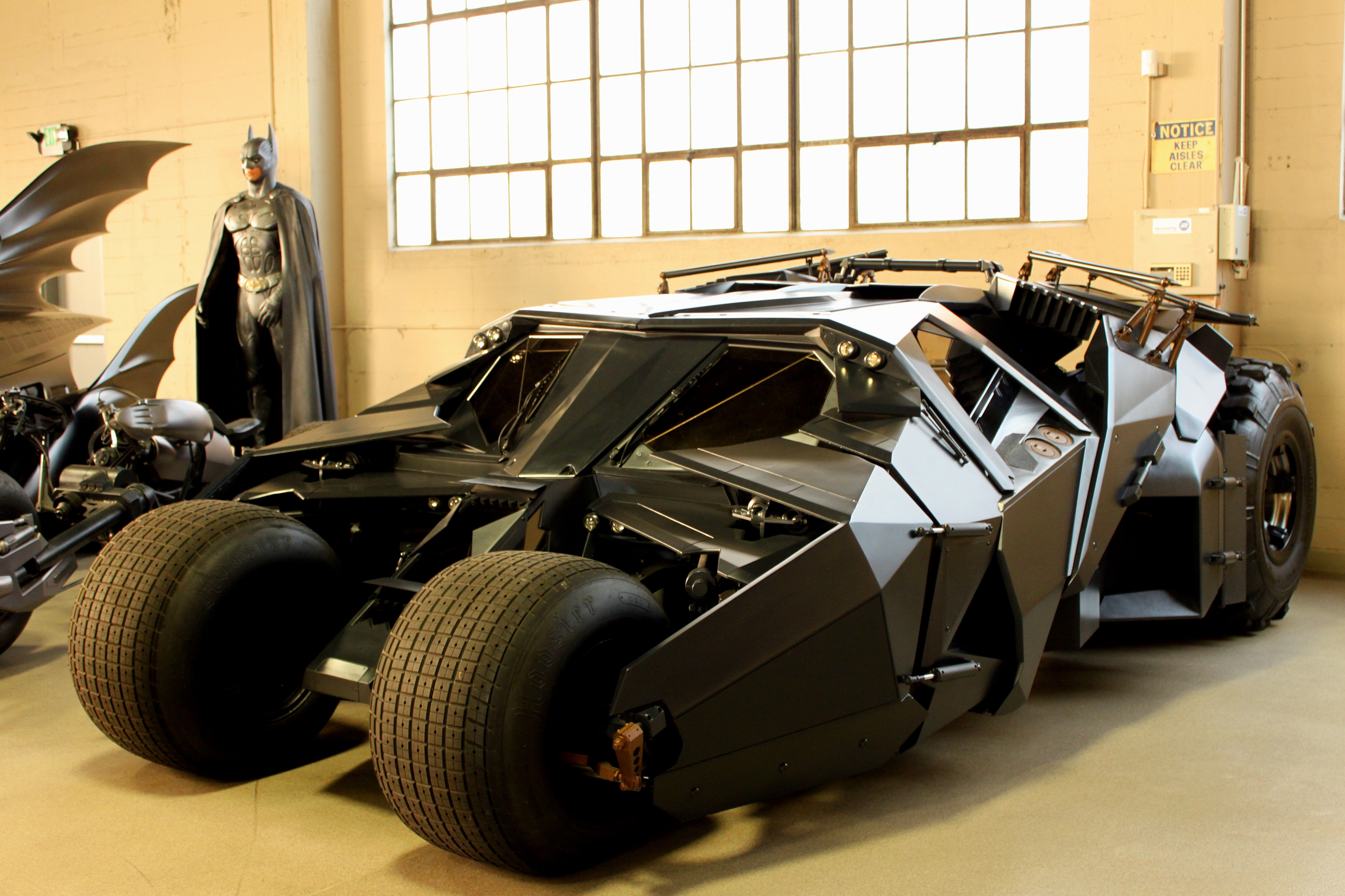
ماشین بتمن

### آماده‌سازی
در ژانویه ۲۰۰۳، وارنر برادرز نولان را برای کارگردانی فیلمی بی‌نام از بتمن استخدام کرد، دیوید اس. گویر دو ماه بعد برای نوشتن فیلم‌نامه استخدام شد. نولان گفت که قصد دارد تا این مجموعه را دوباره از نوع بسازد و این بار «داستان خاستگاه بتمن گفته شود، داستانی که تاکنون مطرح نشده است.» نولان اعلام کرد که انسانیت و واقع‌گرایی پایه‌های فیلم خواهند بود. گویر گفت هدف این بوده که مخاطبان هم به بتمن و هم به بروس وین توجه کنند. نولان هم اعلام کرد که منبع الهامش فیلم سوپرمن (۱۹۷۸) ساختهٔ ریچارد دانر است و قصد دارد تمرکزش را بر روی رشد شخصیت بتمن بگذارد.
بخش آمده‌ای از این فیلم به خصوص بخش‌های جلوه ویژهٔ آن با استفاده از تکنیک کروماکی انجام شده است.